# Patrik Sjöberg
Jan Niklas Patrik Sjöberg (* 5. ledna 1965, v Göteborgu) je bývalý švédský atlet, výškař, někdejší držitel světových rekordů na dráze i hale. Od roku 1987 držitel současného evropského rekordu na dráze. Jedná se o trojnásobného medailistu z letních olympijských her (1984, 1988, 1992), mistra světa z roku 1987 a čtyřnásobného halového mistra Evropy.
Již ve svých devatenácti letech vybojoval stříbrnou medaili na olympiádě v Los Angeles za překonaných 233 cm. O čtyři roky později v Soulu dokázal přidat ještě tři cm navíc, výkon 236 cm však tentokráte stačil na dělený bronz, když stejný zápis předvedl i Rus Roudolf Povarnitsyne. V roce 1992 na olympiádě v Barceloně ani napotřetí nedosáhl na vytoužené zlato, za 234 cm získal druhé stříbro, za stejnou výšku ale s horšími zápisy získali hned tři výškaři bronz. Patrik Sjöberg se zúčastnil i her v Atlantě, jeho tehdejší cestu do finále ovšem zastavilo zranění, kvůli kterému nenastoupil do kvalifikace.
30. června 1987 ve Stockholmu překonal laťku ve výšce 242 cm a stal se světovým rekordmanem. Do dnešních dnů se jedná o čtvrtý nejlepší výkon všech dob. O rekord ho připravil svými výkony jen Kubánec Javier Sotomayor, který postupně skočil 243, 244 a v roce 1993 245 cm, dodnes platný světový rekord.
Jeho osobní rekord z haly 241 cm je dodnes třetím nejlepším výkonem všech dob, výše skočil jen Němec Carlo Thränhardt a Kubánec Sotomayor. Necelý rok byl tento výkon i světovým rekordem.

## Osobní rekordy
- Skok do výšky – 242 cm – 30. 6. 1987, Stockholm - Současný evropský rekord